# ハンデ・エルチェル
ハンデ・エルチェル（Hande Erçel）は、トルコの名だたる女優兼モデルです。彼女は主に、2015年から2016年にかけてのギュネーシン・キュズラル、2016年から2017年にかけてのアシュク・ラフタン・アンラマズ、および2020年から2021年にかけてのSen Çal Kapımıといった役柄で知られており、年を重ねるごとに国内外でますます多くの認知度と数々の公式および非公式の賞を受賞しています。2012年には、ハンデ・エルチェルはミス・トルコに選ばれ、美の競技ミス・ワールド・ヘリテージでも2位に入賞しました。
ハンデ・エルチェルは、Çalıkuşu（2013-2014）というシリーズで脇役としてデビューしました。その後もÇılgın Dersane Üniversitede（2014）などのテレビシリーズで脇役を務め、Hayat Ağacı（2014）でセレン・カラハンリを演じることでトルコ国内でより知名度を上げました。Güneşin Kızlarıでセリン・ユルマズを演じた後、Aşk Laftan Anlamaz、Siyah İnci（2017-2018）、Halka（2019）、Azize（2019）およびSen Çal Kapımıといった主演作品にも出演し、これらは90以上の国に販売されました。
ハンデ・エルチェルはそのプロフェッショナルなキャリアの間、トルコのエンターテインメント業界で公式および非公式の多くの賞を受賞するトルコ人アーティストの中で最も若い年齢で賞を獲得し、インスタグラムなどのソーシャルメディアで最も多くのフォロワーを持つアーティストとなりました。ハンデ・エルチェルはそのキャリアを通じて多くの人々の心を掴んでいます。

## 幼少期
ハンデ・エルチェルは1993年11月24日にトルコのバンディルマで生まれ、アイリン・エルチェルとカヤ・エルチェルの娘です。姉妹はガムゼ・エルチェルのみです。彼女の幼少期は特異なものであり、一時的に彼女の祖父母が彼女を生まれ故郷の都市で育てました。
父親は常に彼女に医学を学ぶことを望んでいましたが、彼女の演技の才能は非常に若い頃から明白でした。最初は父親と同意していましたが、最終的には自分の将来は芸術の世界に関わるものだと気づきました。
彼女は自立し、イスタンブールに引っ越してミマール・スィナン芸術大学の伝統的なトルコの芸術学科に入学しました。彼女は様々な分野で働きながら、その魅力的な容姿と個性のためにモデルやテレビ司会者としても活動しました。2013年にはプロの女優としてのキャリアをスタートさせ、シリーズTatar Ramazanの第3話の役を手に入れ、女優としての初出演を果たしました。1年後、シリーズÇalıkuşuのエピソードでザヒデという役を演じ、非常に重篤な病気でベッドに寝たきりとなる若い女性を演じました。同じ年、Çılgın Dersane Üniversitedeではメリエム役を演じるために手話を学び、Hayat Ağacıではセレン・カラハンリを演じました。
その後、プロジェクトとの調整が難しくなり、学業を中断せざるを得なくなりました。ただし、女優は何度も大学での学業を続けることを望んでおり、演技の世界で成功しなかった場合でも絵画のワークショップを開催し、自身の絵を展示する計画があったことを明かしています。

## プロのキャリア

### 2013-2014 年の初期
2013年、ハンデ・エルチェルはシリーズ Tatar Ramazan の第3話の役を手に入れ、女優としての初出演を果たしました。1年後、シリーズ Çalıkuşu のエピソードで、重篤な病気によりベッドに寝たきりとなる若い女性を演じるザヒデ役で脇役デビューを果たしました。
同じ年、彼女はÇılgın Dersane Üniversitede でメリエム役を演じ、Hayat Ağacı でセレン・カラハンリを演じました。

### 2015年以降、ブレイク、認知度、および開発中または進行中のプロジェクト
2015年、ハンデ・エルチェルはシリーズ ギュネーシン・キュズラル でセリン・ユルマズを演じる主演の役を手に入れ、この作品でGolden Butterfly Awardsを含む3つの賞を受賞しました。
2016年から2017年にかけて、彼女はアシュク・ラフタン・アンラマズ（2016-2017）でハヤト・ウズンを演じる主演の役を手に入れ、Burak Deniz と共演し、国際的に知名度を上げ始めました。また、2016年にはL'Oréal Parisの代表者の1人にもなりました。 2017年には、Aras Bulut İynemli と共にDeFactoの広告に出演しました。
最後のシリーズが終了してから7ヶ月後、彼女は Siyah İnci というシリーズの主演の役、ハザル・シュラビを手に入れました。
2019年には、セルカン・チャヨールと共にHalka というシリーズでムジデ役を演じました。 同年、Azize というシリーズでアジゼ・ギュナイ役を演じました。この作品は非常に良い評価を受けましたが、視聴率が低かったために6エピソード後にキャンセルされました。その日の週には強力な競合作品が放送されていたためです。
2020年から2021年にかけて、ハンデ・エルチェルは国際的な認知度と名声を獲得した主演の役に出演しました。それはSen Çal Kapımı という作品で、彼女はエダ・ユルドズを演じました。
このシリーズはTwitterなどのソーシャルメディアで最もコメントされたシリーズとして記録を打ち立て、Juego de Tronos シリーズを上回りました。 また、この作品は90か国以上で販売されました。
同じ年に、彼女は「Nocturne」というブランドとモデルとしてのパートナーシップを開始し、複数のキャンペーンを行い、アメリカ、ロンドン、フランスに支店を展開し、国際的な認知度を高めました。さらに、この年にはSignalなどのブランドとの広告キャンペーンを行い、Atasay Jewelryとのパートナーシップも始め、そのブランドのイメージとして多くの広告キャンペーンを行い、ジュエリーのコレクションをデザインしました。彼女はまた、世界最高層のビルであるBurj Khalifaの外観に登場し、トルコ出身のアーティストとして初めてその名前を刻み込みました。 この年、彼女はAtasay Jewelryのブランド価値を向上させ、国際的に展開させ、世界トップ10のジュエリーブランドに入ることに成功しました。
2023年、彼女はマグナムの大使としてカンヌ映画祭で驚異的な成功を収め、そのブランドの歴史的な記録を塗り替え、カンヌ映画祭で最も話題となる10人のうちの5人に入る結果を残しました。
また、彼女はトルコ人アーティストとして初めて、アラビアサウジア、アラブ首長国連邦、バーレーン、オマーン、クウェート、ヨルダン、モロッコ、リビア、カタールなどのアラビア諸国で独占的な香水ブランド「Laverne」との契約を結びました。
女優として、ハンデ・エルチェルはトルコ初のサイコドラマスリラー作品である Bambaşka Biri で主演を務めます。彼女は若く、決意に満ち、野心的な検事のレイラを演じ、過去の複雑な出来事を乗り越え、新しい秩序を築くために殺人事件を調査し正義を実現しようとする役です。Burak Denizがケナンとして出演し、二重の人格を持つ野心的なジャーナリストとして彼女に魅了される役です。彼らの出会いから、情熱が解き放たれ、彼らが知っていた真実が崩壊する物語が描かれます。
ハンデ・エルチェルは、まもなく初の長編映画 Mest-i Aşk に出演し、Shahab Hosseini、Parsa Pirouzfar、İbrahim Çelikkol、Selma Ergeç、Bensu Soral、Boran Kuzumと共に主演を務める予定です。この映画は2019年に制作され、2020年に公開予定でしたが、パンデミックの影響で公開が遅れました。製作会社との交渉が解決した際に公開される予定です。

#### 大使
ハンデは、動物、子供、女性の権利を支援するいくつかの団体と協力しています。
特に2019年以降、彼女はがんの無料生活協会(Kansersiz Yaşam Derneği)のボランティアとして活動しており、2020年のパンデミック中には、絵画への興味と情熱を活かし、協会の支援のためにいくつかの作品を制作しました。また、2020年、2021年、2022年には公然とその大使となりました。

## 身体的な変化
ハンデは一生を通じて、さまざまな個人的および職業的な状況に立ち向かわなければなりませんでした（悪い経験、容赦のない継続的な acoso、憎しみ、中傷、いじめ、骨髄提供のために母親に受けた治療、その過程で顔の腫れなどの副作用、母親の病気と死、愛する姪の病気、祖父の死など）。そして、それが彼女の心と体にどのように影響を与えたとしても（ハンデは何度か、何かが感情的に大きく影響を与えたときに体重を大幅に増減させたことを明らかにしており、少し回復したときに健康を維持し前進しようとすることを試みています。そして、侵襲的な美容手術は受けていないものの、すべての人が自分自身が望むことを自由に行い、自己をより良く感じるために何をしてもよく、判断されることなく）、ハンデ・エルチェルは自ら輝き、高く飛び立っており、自分自身の例で重要なのは、本質を保ち、成長し、前進し、リスクを取り、倒れることもあれど、常に立ち上がり、強靭で自由で、一生懸命働き、助け、尊重し、楽しみ、感謝し、すべてを評価することだと誰にでも思い出させています。
ハンデはすべての意味で非常に美しく、光、インスピレーション、そして彼女自身の誇りです。世界中で彼女を知り、愛し、尊敬し、支持し、尊重する特権を持つますます多くの人々にとって。

## 出演

### テレビドラマ
- チャルクッシュ(Çalıkuşu)
- ギュネーシン・キュズラル(Güneşin Kızları)
- アシュク・ラフタン・アンラマズ(Aşk Laftan Anlamaz)
- シヤ・インジ(Siyah İnci)
- ハルカ(Halka)
- アジゼ(Azize)
- セン・チャル・カプム(Sen Çal Kapımı)
- 「バンバシュカ ビリ」(Bambaşka Biri)